# 石窟庵
35°47′42″N 129°20′57″E / 35.79500°N 129.34917°E
石窟庵（：／ Seokguram），是位於韓國慶尚北道慶州市吐含山的佛教寺院，在佛國寺東方約4公里處，其特點為花崗岩建成的人工石窟，以及工藝精湛的本尊佛坐像。石窟庵始建於新羅景德王10年（西元751年），距今有超過一千二百年的歷史。石窟庵於1962年12月被指定為韓國國寶第24號。1995年，石窟庵與附近的佛國寺一同被列為世界文化遺產。佛國寺與石窟庵被認為是新羅佛教藝術的經典代表。

## 歷史沿革
石窟庵最早在統一新羅（668～935年）時期，由跨越景德王與惠恭王時期的宰相金大城（700－774年）於景德王10年（西元751年）開始建造；惠恭王10年（西元774年）竣工完成，建成之初叫做「石佛寺」。根據《三國遺事》記載，金大城爲了現世的父母而建造佛國寺，又爲了前世的父母建造石窟庵。
朝鮮王朝（1392～1897年）時期以儒教治國，儒家思想取代佛教成為國家統治理念，朝鮮佛教發展遭受打壓，石窟庵因而逐漸荒廢。1909年，一名郵差偶然發現石窟庵，當時毀壞情況已十分嚴重。在朝鮮日治時期（1910～1945年），石窟庵於1913～1915年展開修復工程，此次整修事前並沒有充分進行調查，石窟的結構幾乎被完全拆除並重新組裝，修復人員使用混凝土包覆來穩定結構，但這樣的做法使得濕氣無法宣洩，以致雕塑腐蝕並產生漏水。1917年，在圓頂上方埋入排水管，但漏水情況並未顯著改善。1920～1923年在混凝土外鋪上防水瀝青，但在其上卻長出苔蘚和黴菌，此段時期修復工程相當不順利。
之後因二戰與韓戰局勢動盪，修復工程因而暫停。1961年起，朴正熙總統下令進行修復，由大韓民國文化財產管理局（現文化財廳）執行。此次修復記取過去經驗，利用機械系統控制溫度和濕度。現在遊客只能在前廳，透過玻璃牆觀看石窟庵的內部。玻璃牆是為了保護石窟，避免遊客帶來溫度與濕度的變化。另外，對於許多歷史學家而言，目前在石窟庵前方設置了一座木製建築前堂，為一個引起爭論的話題。他們相信石窟庵最初沒有這樣的結構，阻擋人們在石窟庵內遠望海上的日出，並切斷進入石窟的空氣。文化財廳於1962年12月20日將石窟庵列為韓國國寶第24號。

## 建築
石窟庵入口為長方形前廳，其後為走廊通道，後方為圓拱形主室，直徑為6.85公尺。主室由超過360塊花崗岩石板砌成。主室天花板呈圓形頂，雕刻了蓮花紋路。石室中央供奉著本尊佛。本尊佛神態從容安詳，雕刻工藝精湛、線條流暢，為新羅佛教藝術的代表作。本尊佛高度為3.5公尺，下方有一座高1.34公尺的蓮花寶座。
本尊佛後方為十一面觀音菩薩像，左、右各有五位十大弟子浮雕像。右方順時針依序為羅睺羅、阿尼律陀、富樓那、摩訶迦葉、舍利弗；左方順時針依序為目犍連、須菩提、迦旃延、優婆離、阿難陀。舍利弗右方為文殊菩薩、帝釋天；目犍連左方為普賢菩薩、梵天。走廊通道有四天王像，左有北方多聞天王、東方持國天王，右有西方廣目天王、南方增長天王。前廳左右兩側有金剛夜叉與八部眾。
景德王時期除了石窟庵以外，還建造了佛國寺、皇龍寺等，是新羅佛教藝術的高峰期。石窟庵內的本尊佛以及其他浮雕像，被認為具有高度藝術性，充分展現了新羅時代人們獨具特色的藝術感知，堪稱東北亞古代佛教藝術的傑作。

## 世界遺產登錄
1995年12月，第19屆世界遺產委員會會議於德國柏林召開，由韓國申報的項目「石窟庵和佛國寺」經大會通過登錄為世界遺產，編號為736號。
该世界遗产被认为满足世界遺產登錄基準中的以下基準而予以登錄：
- （i）表现人类创造力的经典之作。
- （iv）关于呈现人类历史重要阶段的建筑类型，或者建筑及技术的组合，或者景观上的卓越典范。[2]

## 圖集

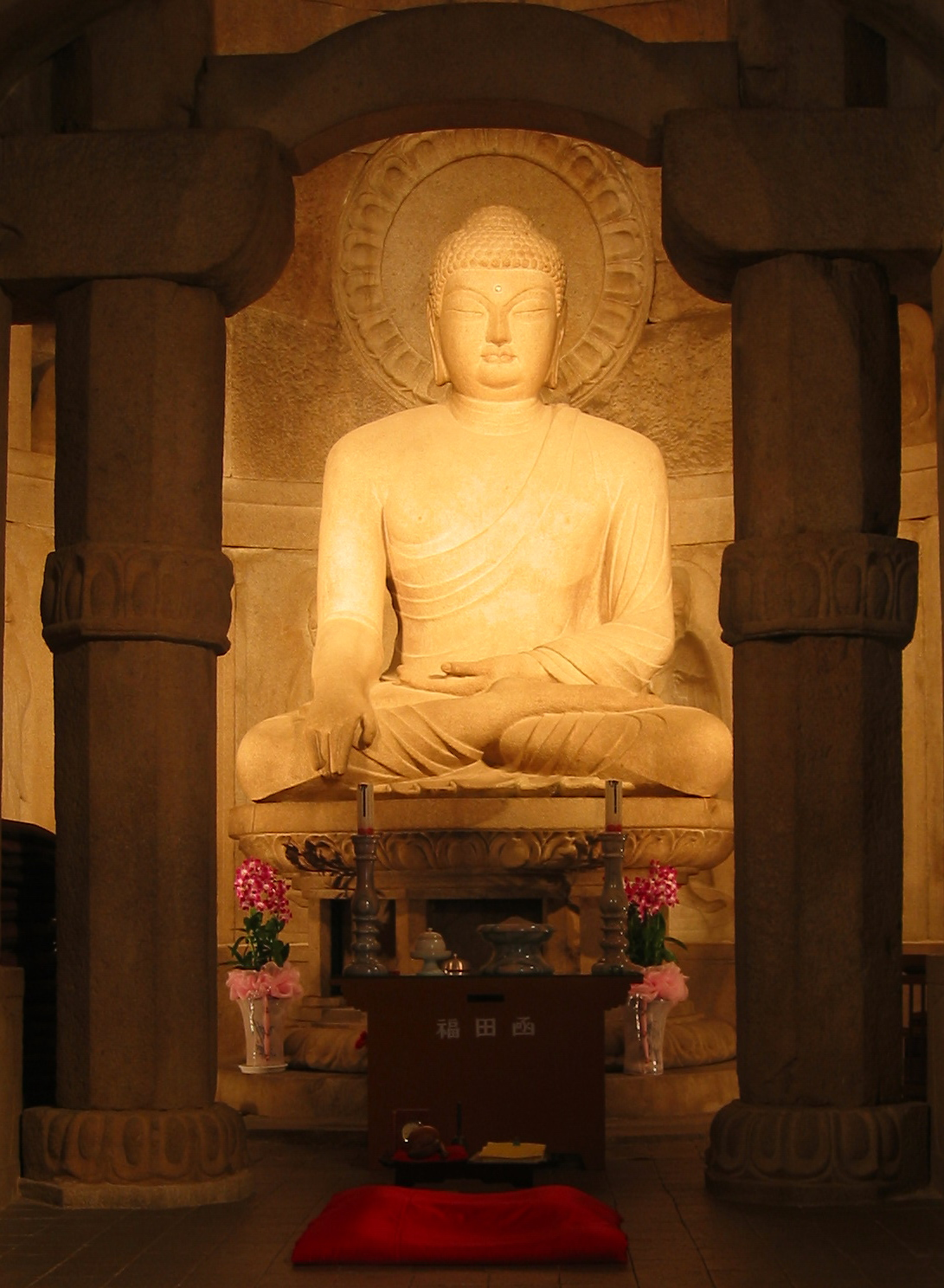
慶州石窟庵石窟
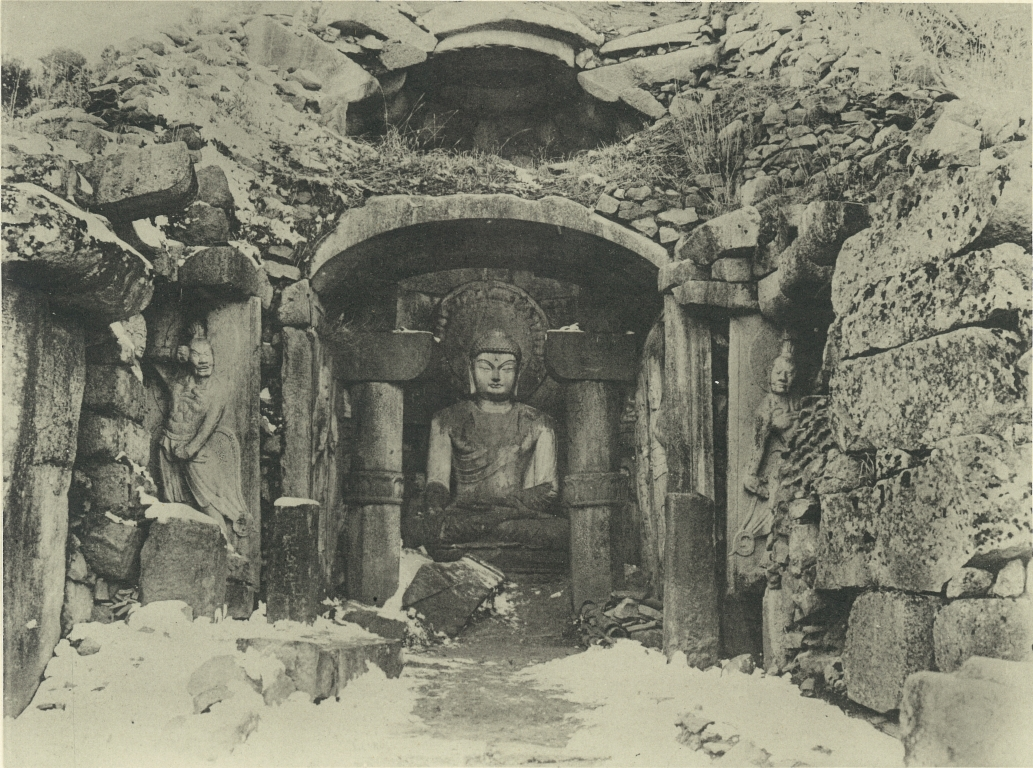
20世紀初剛被人發現時，已荒廢不堪的石窟庵
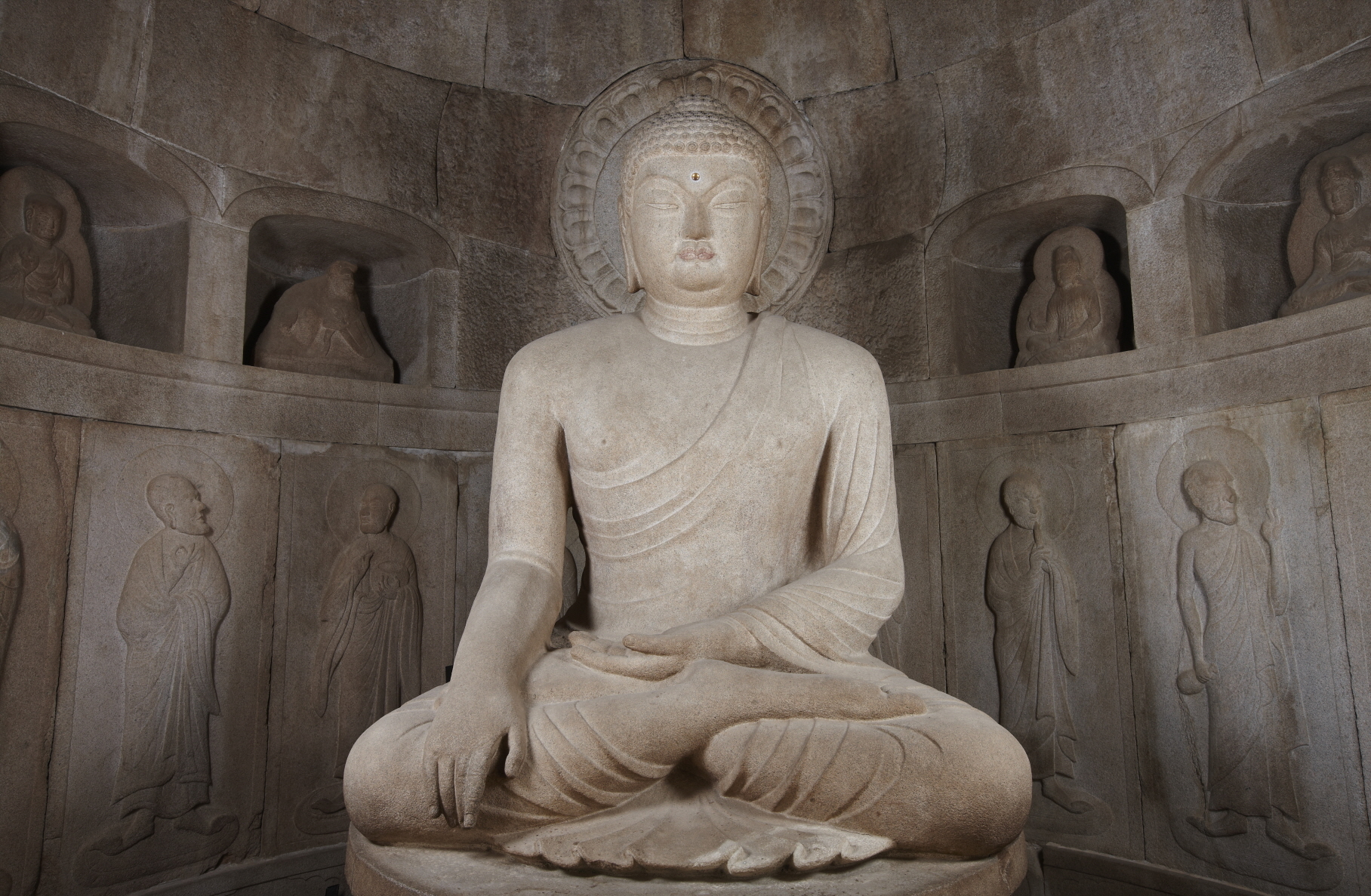
石窟庵本尊佛正面模样
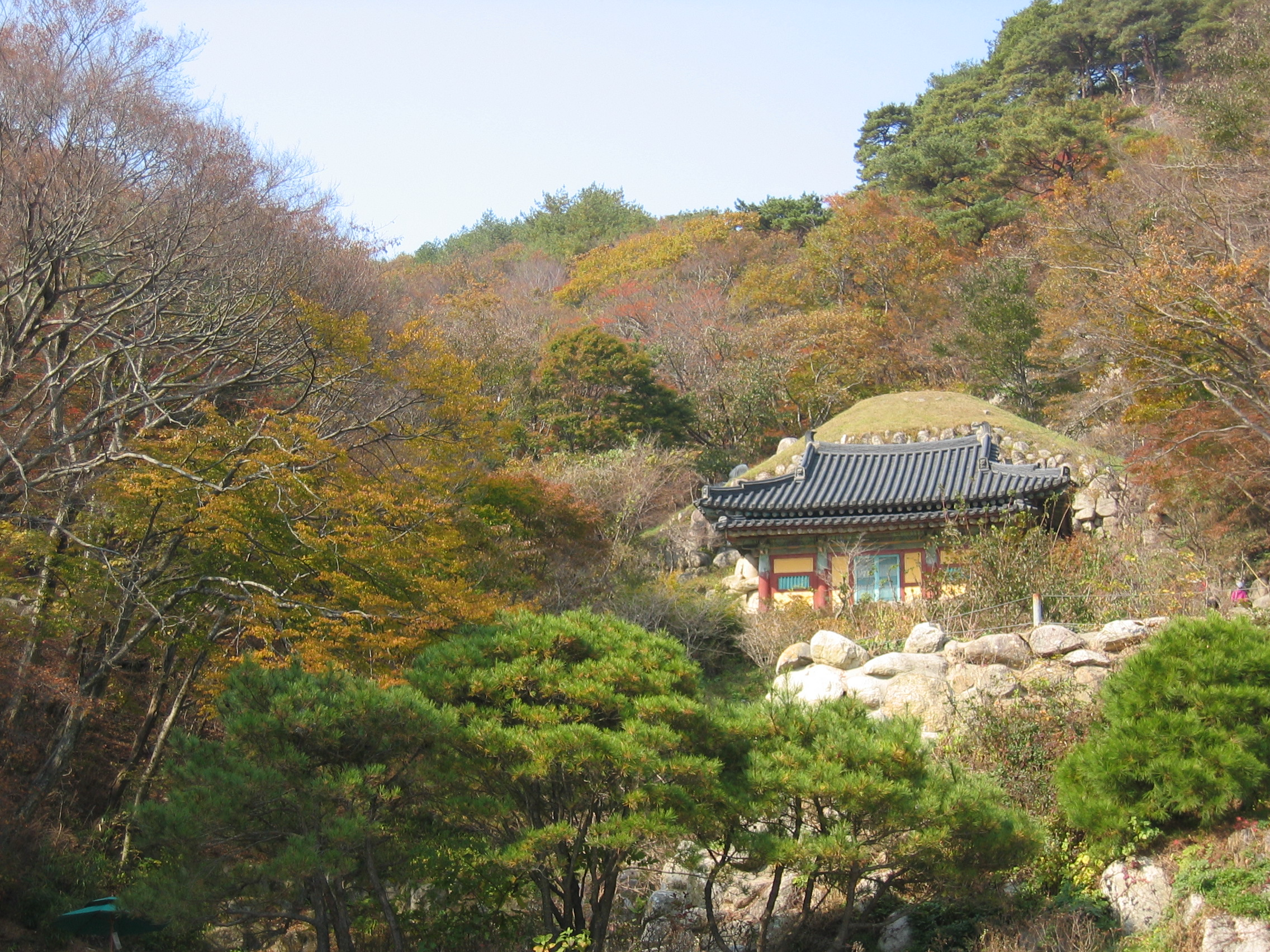
仰望前堂
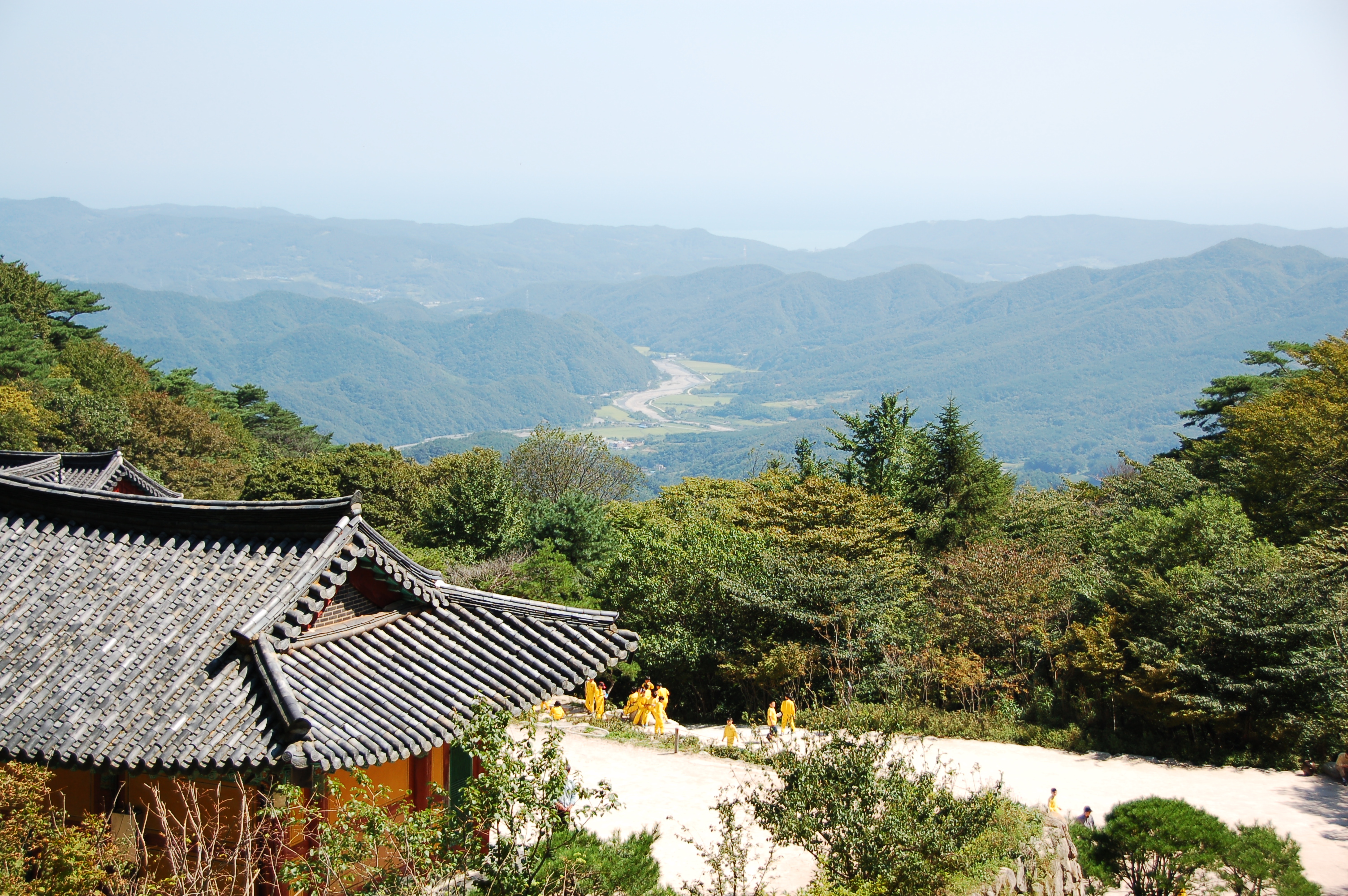
由前堂後方望向山腳，遠方可以看到日本海
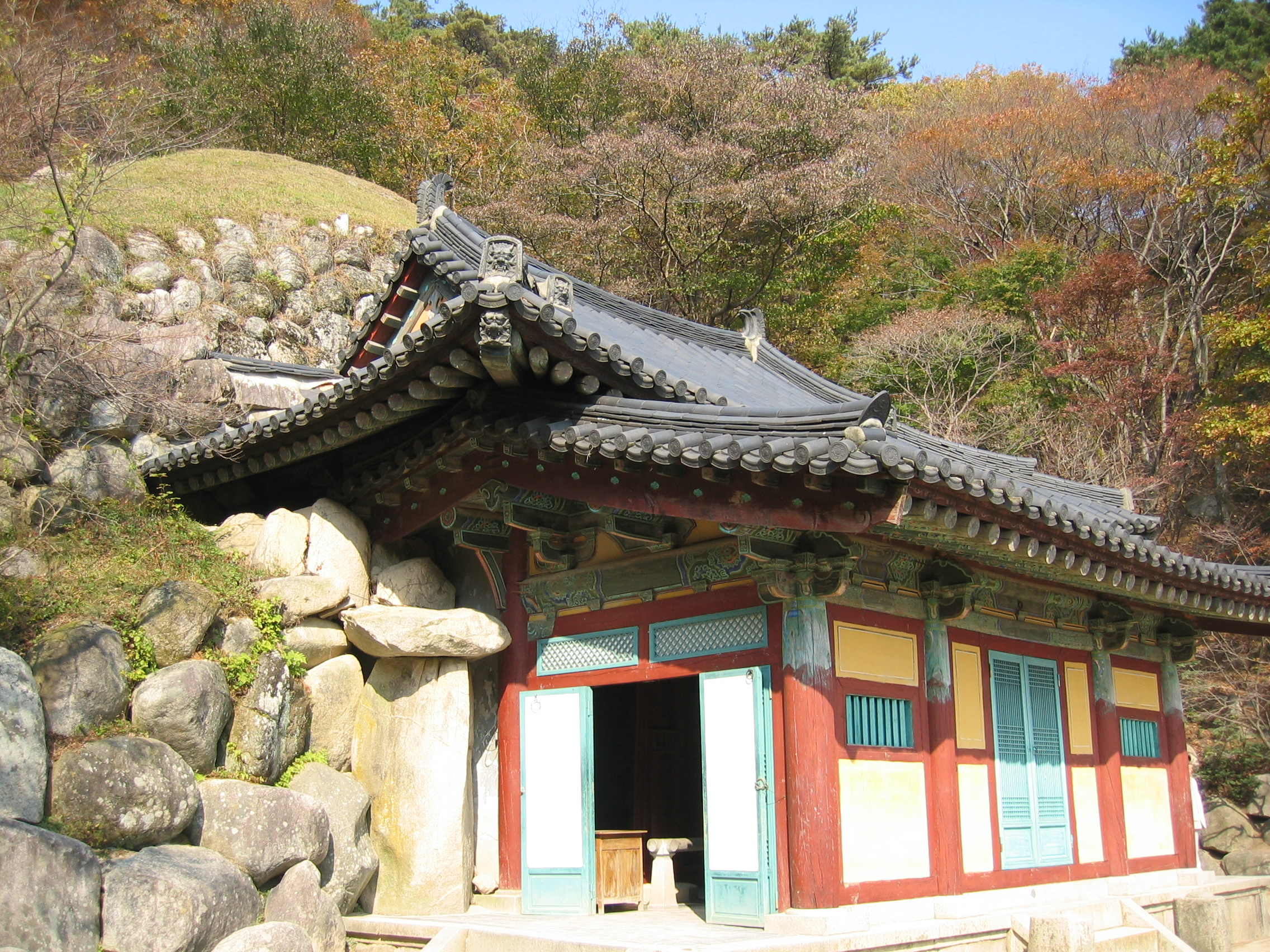
前堂
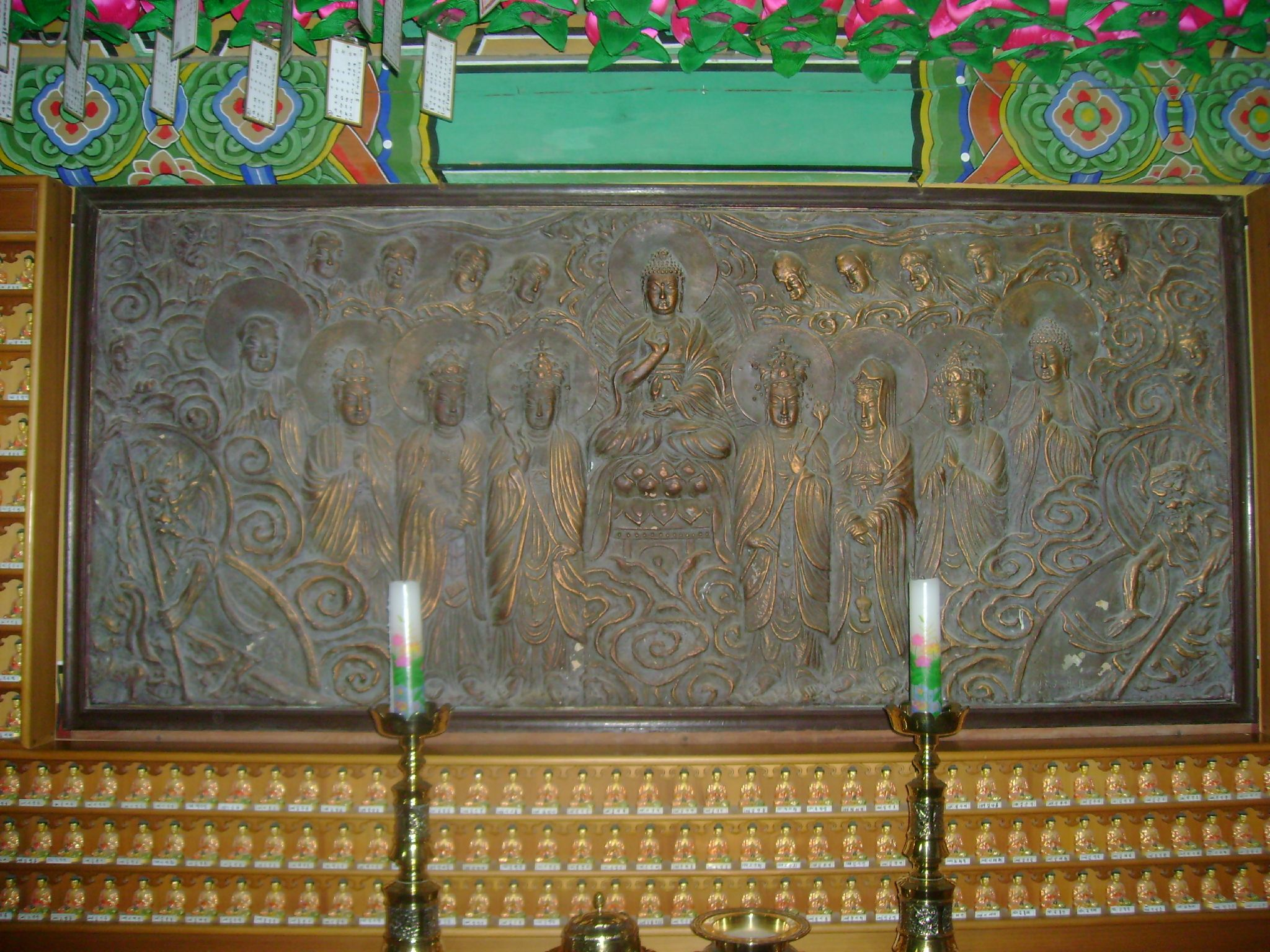
青銅浮雕的佛像
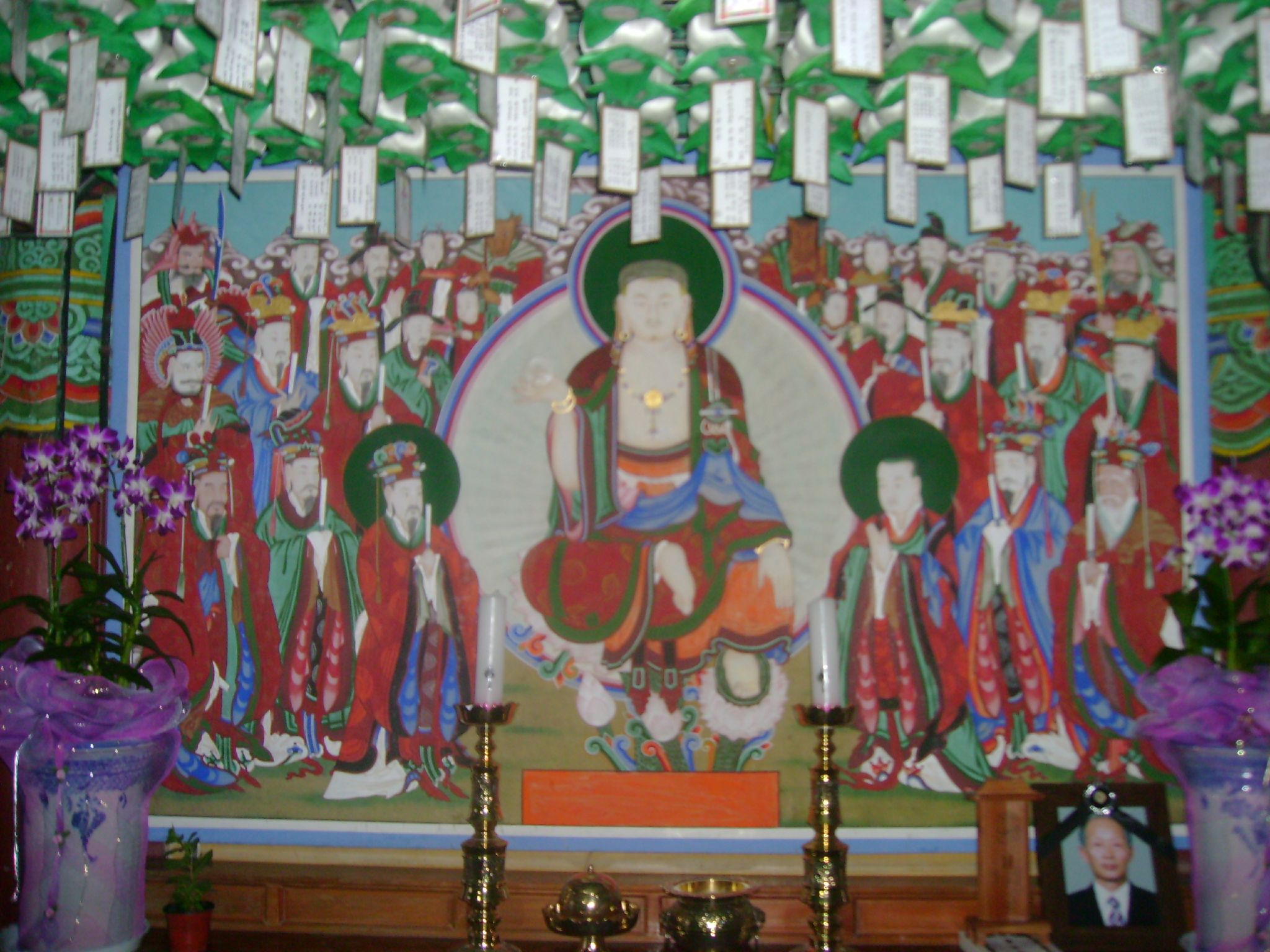
石窟庵佛教繪畫
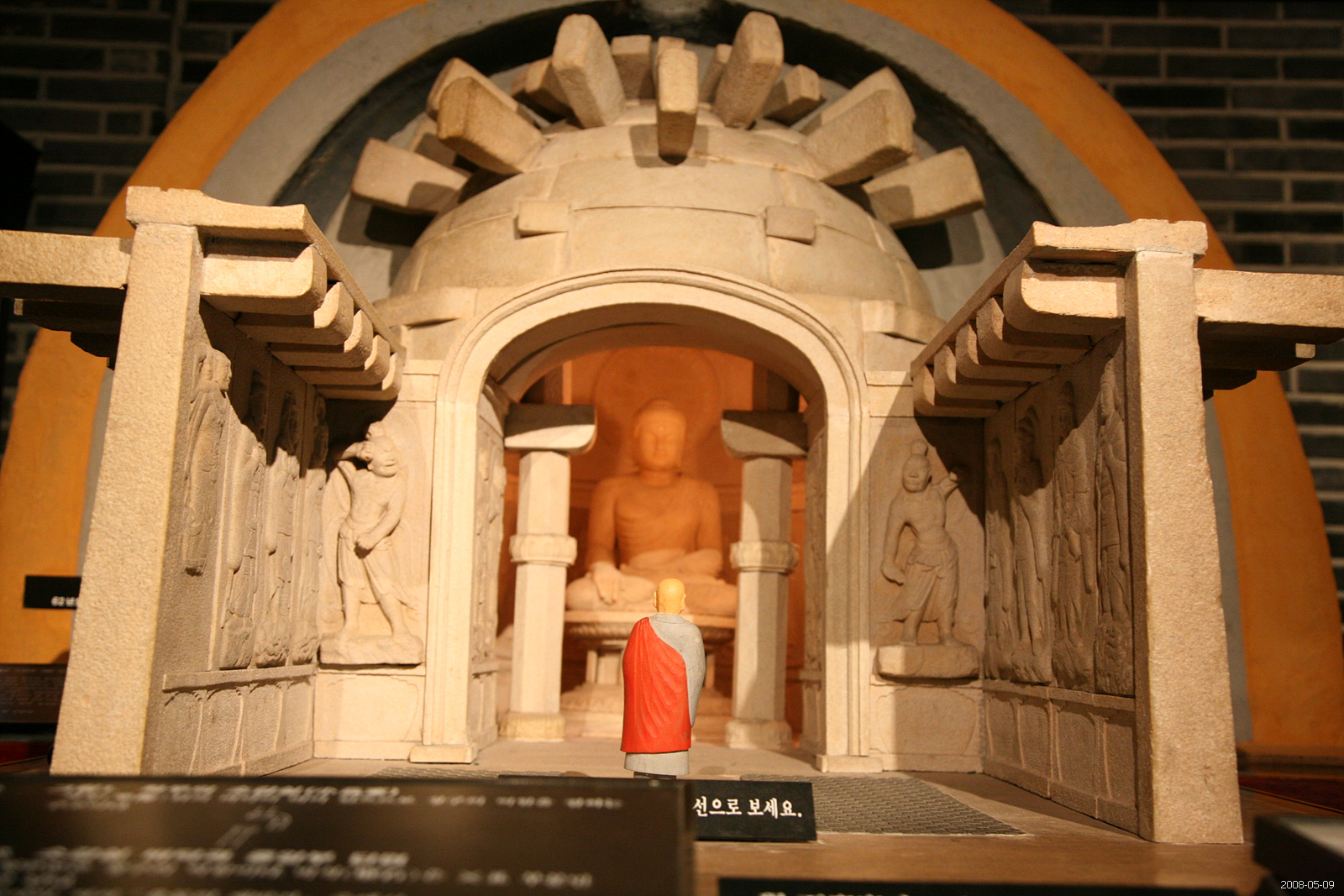
由前堂看向主室示意模型